# Tracey Thorn
Tracey Anne Thorn, född 26 september 1962 i Brookmans Park nära Hatfield i Hertfordshire, är en brittisk sångare och låtskrivare. 
Hon utgör ena halvan av popduon Everything but the Girl, som 2002 tog en paus på obestämd tid. Thorn har sedan dess utgivit tre soloalbum. 2013 utkom självbiografin Bedsit Disco Queen: How I Grew Up and Tried to Be a Popstar.

## Diskografi

### Studioalbum
- 1982 – A Distant Shore
- 2007 – Out of the Woods
- 2010 – Love and Its Opposite
- 2012 – Tinsel and Lights

### Singlar
- 1982 – "Plain Sailing"
- 2007 – "It's All True"
- 2007 – "Raise the Roof"
- 2007 – "Grand Canyon"
- 2007 – "King's Cross"
- 2010 – "Oh, the Divorces!"
- 2010 – "Why Does the Wind?"